# 玉川ダム (秋田県)
玉川ダム（たまがわダム）は、秋田県仙北市、一級河川・雄物川水系玉川に建設されたダムである。
国土交通省東北地方整備局が管理する国土交通省直轄ダムで、高さ100.0メートルの重力式コンクリートダムである。雄物川水系に建設されたダムの中では最大規模のダムであり、玉川・雄物川の治水と秋田市や秋田平野への利水、そして玉川の水質改善（河川水の中性化）を目的とした特定多目的ダムである。ダムによって形成された人造湖は宝仙湖（ほうせんこ）と命名された。

## 地理
玉川は雄物川水系においては皆瀬川・成瀬川・役内川と共に「雄物川四大河川」と呼ばれる主要な支流である。八幡平付近を水源とし、玉川温泉を経てダム地点を通過、日本一深い湖・田沢湖の東側を概ね南向きに流れる。その後抱返り渓谷などの景勝地を形成し、桜並木で有名な角館付近で檜木内川を合わせる。その後は南西に流路を変え、大曲市付近で雄物川へと合流、日本海に注ぐ。ダムは玉川の最上流部に建設された。
ダムの名称は河川名から、貯水池の名称は水没した地域が「宝仙平」と呼ばれていたことからそれぞれ命名されている。なお、完成当時の所在自治体は仙北郡田沢湖町であったが、平成の大合併により周辺自治体と合併して仙北市となっている。

## 沿革
1935年（昭和10年）より内務省主導で施行された「河水統制事業」は玉川も対象となった。戦争による中断の後1950年（昭和25年）の国土総合開発法の施行に伴い雄物川水系は「阿仁田沢特定地域総合開発計画」の対象となり、河川総合開発事業が実施された。雄物川本川にはダム建設の適地が無く、支流にダムを建設し治水・利水を図ろうとした。
建設省東北地方建設局は玉川を始め皆瀬川とその支流の成瀬川、および役内川に多目的ダムを建設する計画を立てた。玉川に鎧畑（よろいばた）ダム、皆瀬川に皆瀬ダム、成瀬川に肴沢（さかなざわ）ダム、役内川に川井ダムをそれぞれ建設して雄物川の治水安全度を向上させようという計画であった。鎧畑ダムは1957年（昭和32年）に、皆瀬ダムは1963年（昭和38年）にそれぞれ完成したが肴沢ダムは早々に計画が立ち消え、川井ダムも1960年代半ばには計画が消滅し四大河川にダムを建設する計画は不完全なまま終了した。鎧畑・皆瀬の両ダムは完成後秋田県に管理が移され、建設省による河川改修は堤防整備などに重点が置かれていた。
だがその後も治水計画上問題となる洪水が起き、さらに秋田港を中心とする秋田市の日本海沿岸地域が新産業都市の指定を受けたこと、流域市町村の人口増加などによる水需要の増加、流域農地の急速な拡大や合理化による収穫高の増大などがあり、治水のみならず利水の面においてもさらなる河川開発が要望されるようになった。鎧畑ダムは洪水調節と水力発電の目的しかなく、新たなる水源確保に迫られたことから鎧畑ダムの上流・宝仙台地点に大規模な多目的ダムを建設する計画を立て、1973年（昭和48年）より「玉川総合開発事業」として特定多目的ダム法に基づき玉川ダムの建設に着手した。

## 目的

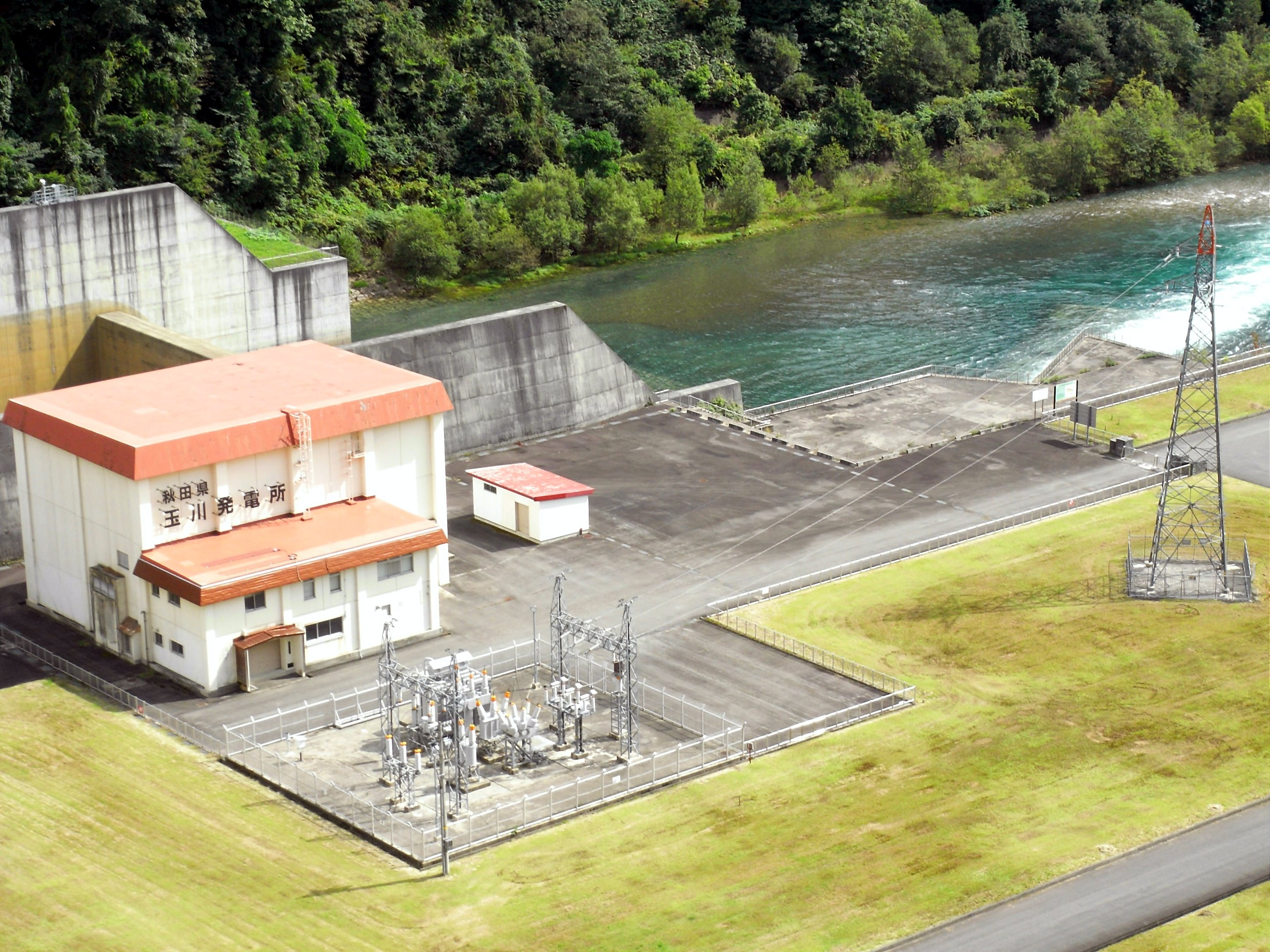
玉川発電所。ダム直下に建設され秋田県営の水力発電所としては最大級。

ダム建設に伴う水没世帯数は118戸（129世帯）に及ぶ事から補償交渉は難航し、水源地域対策特別措置法を1977年（昭和52年）適用した。この結果1978年（昭和53年）には補償交渉が妥結し本体工事に着手した。工事にあたっては、コンクリート打設の合理化施工を目指し、大型汎用機械を使用し、超硬練りコンクリートを層状に仕上げていくRCD工法（Roller Compacted Dam-Concrete Method）を採用したことにより、工期の短縮を図るとともに、経済性、施工の安全性向上を実現。1990年（平成2年）に17年の歳月を費やして完成した。
目的はダム地点において毎秒2,800トンの計画高水流量（計画された最大限の洪水流量）を毎秒200トン（毎秒2,600トンのカット）に低減し、玉川・雄物川流域の治水安全度を高くする洪水調節、神代地点を基準に慣行水利権分の用水（毎秒56.277トン）補給を行う不特定利水、玉川・雄物川沿岸農地約12,000 haに対する新規開拓農地へのかんがい、秋田市へ日量113,900トンの上水道と日量452,500トンの工業用水道供給、秋田県玉川発電所による認可出力23,600 kWの水力発電である。
雄物川水系の河川総合開発事業は玉川（玉川ダム・鎧畑ダム）と皆瀬川（皆瀬ダム）が完成し、現在成瀬川において成瀬ダムの建設が国土交通省によって進められている。堤高113.5 mのロックフィルダムである。なお、「四大支川」のうち役内川には最終的にダムは建設されていない。

## 玉川中和事業
玉川ダムの目的は前述の他、玉川酸性水中和処理施設と連携して行われる玉川の水質改善がある。
玉川は源流部に玉川温泉・新玉川温泉を有する。両温泉とも湯治場として多くの入浴客が訪れる観光地であるが、温泉の水素イオン濃度は源泉時点でpH 1.1と、あたかも胃液か塩酸が流れているような強酸性の水である。温泉から流出する強酸性の水は、渋黒川を経て玉川へ流入する。このため古くから「玉川毒水」と呼ばれ、魚介類は全く生息せず、水田に流入してイネの枯死を招き、久保田藩佐竹氏の時代から問題となり度々の対策が計られていた。だがいずれも成功せず、特に1940年（昭和15年）の田沢湖を利用した中和事業では逆に田沢湖が強酸性になり魚が全滅するという事態になった。
このため玉川ダム完成後の1993年（平成5年）より、「玉川酸性水中和処理事業」を建設省主体で実施した。これは既に実績のある「吾妻川酸性水中和処理事業」（品木ダム）を参考にしている。簡易的石灰石投入による直接中和は1972年（昭和47年）より東北電力の協力を得た秋田県により実施され、徐々に玉川の水質は改善されていたが、玉川ダムを利用して中和促進の向上を図り、下流の玉川頭首工（農林水産省東北農政局）地点で利水に適当な水質に調整する事を目的とした。
2004年（平成16年）時点では、玉川頭首工付近でpH 6.9、田沢湖でpH 5.8まで回復し、玉川の水質は改善されつつある。これによって、従来は不可能であった玉川流域の灌漑や秋田市などへの上水道・工業用水供給が可能になった。流域300年の悲願であった玉川毒水の解消が、玉川ダムによって実現したのである。ダムはともすれば環境破壊の権化として糾弾されるが、本件はダムによって河川環境の改善が成功した例である。

## 宝仙湖

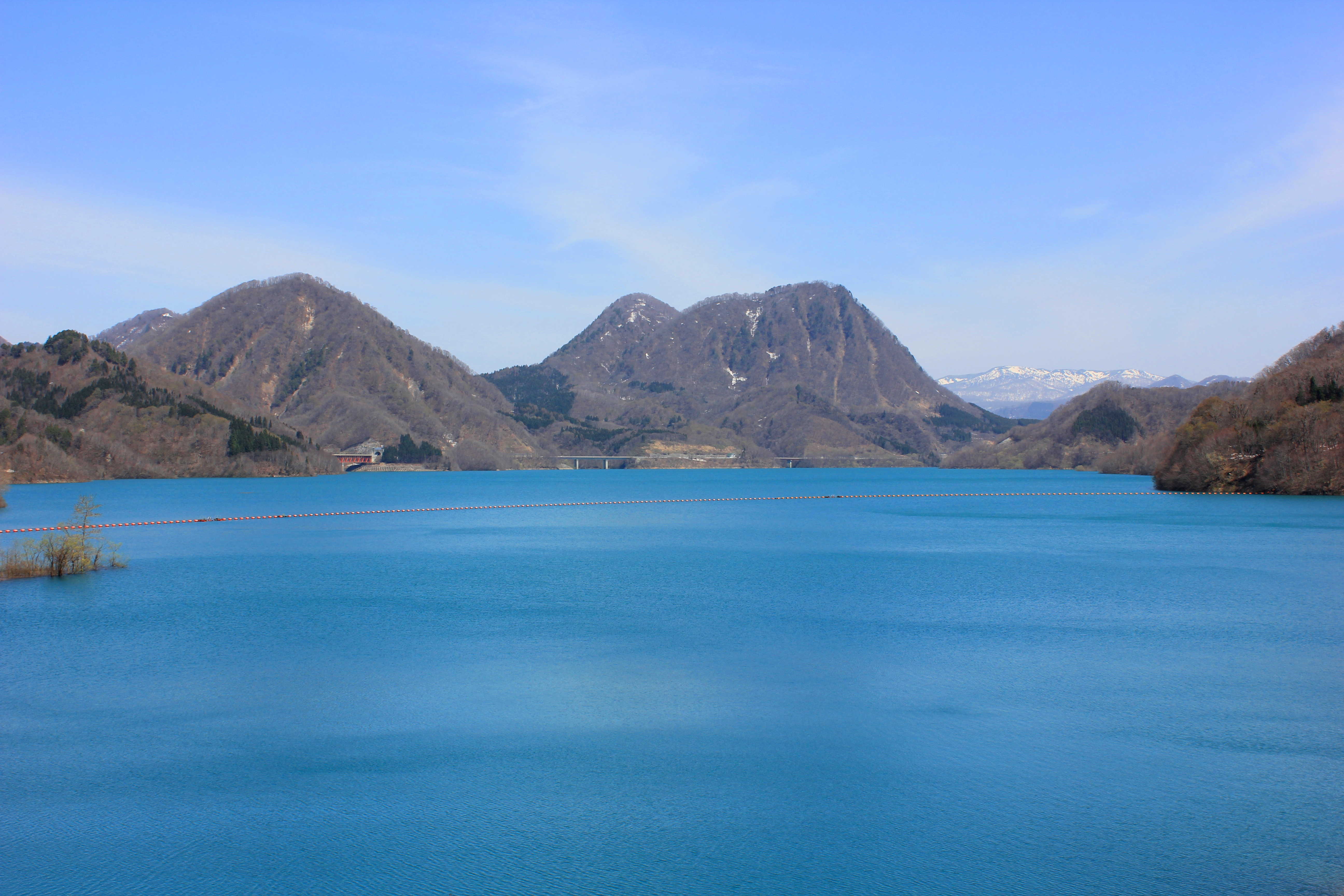
宝仙湖。青い湖水が特徴的。奥に見える冠雪した山は八幡平。正面の双頭の山が伝説が語られる男神と女神

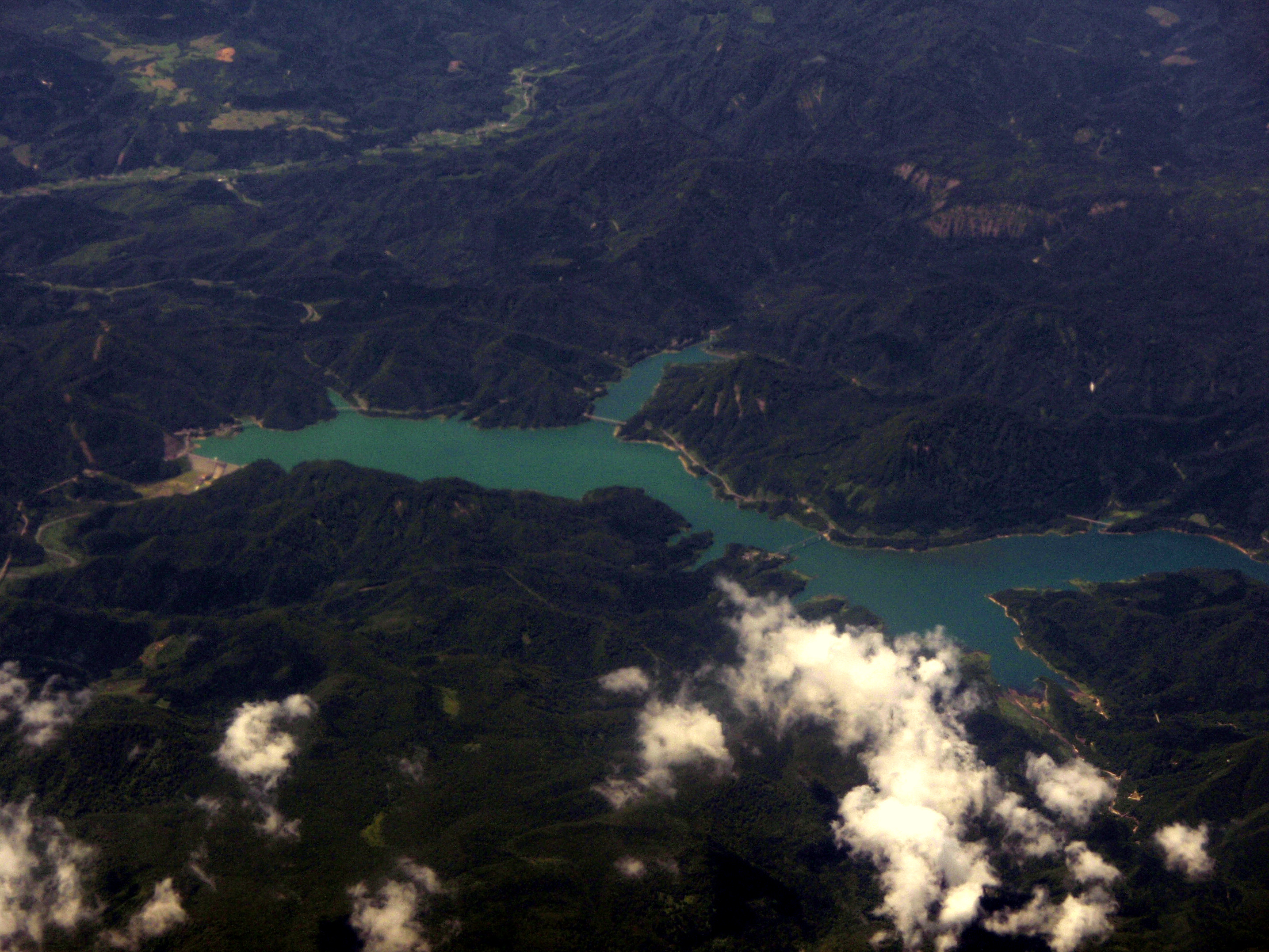
宝仙湖空撮。東北第三位の貯水容量を誇る。

ダム湖は完成直前の1989年（平成元年）に一般公募で宝仙湖（ほうせんこ）と命名されたが、この宝仙湖は総貯水容量が約2億5000万トンと、東北地方の人造湖では奥只見湖（福島県・新潟県）、田子倉湖（福島県）に次いで三番目の貯水容量を誇る大貯水池であり、全国屈指の人造湖でもある。2005年（平成17年）には財団法人ダム水源地環境整備センターが選定する「ダム湖百選」にも選ばれている。地図で見てもすぐ下流にある鎧畑ダムの秋扇湖と比べ巨大であることが判る。上流の中和施設から流出した石灰水を宝仙湖において撹拌（かくはん）・中和させることを目的としているため、宝仙湖は青白い湖水を湛えている。
国道341号沿いにあり、ダム建設に伴い幅員の狭かった国道の拡幅・整備が現在も進められている。周辺地域は十和田八幡平国立公園に指定され、田沢湖・玉川温泉の他八幡平・角館・抱返り渓谷等の観光地が犇く。交通も秋田新幹線・田沢湖駅等交通のアクセスも良い。このため観光客が多く新しい観光地ともなっている。

## ギャラリー

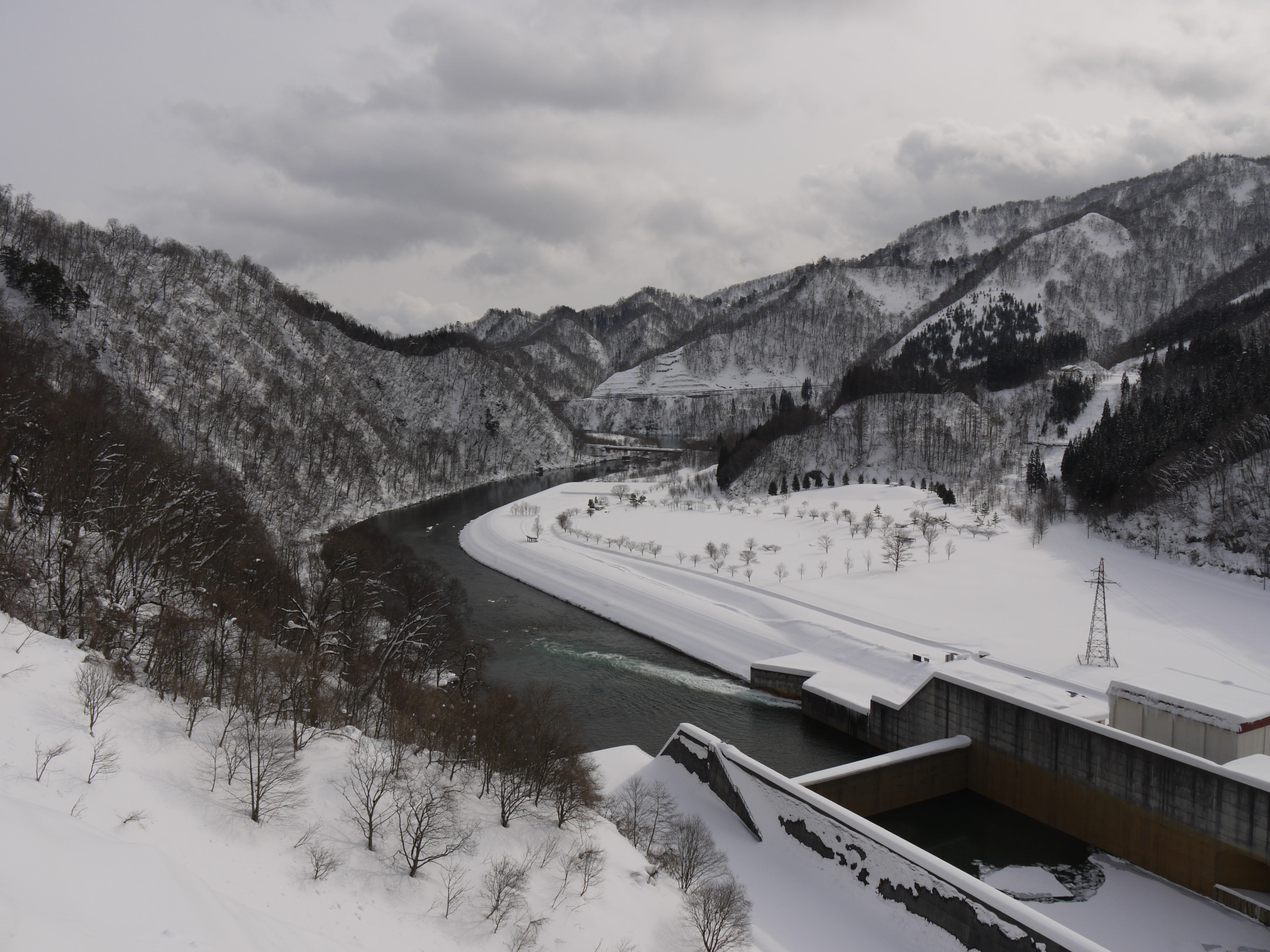
堤体より下流を望む（2010年2月）
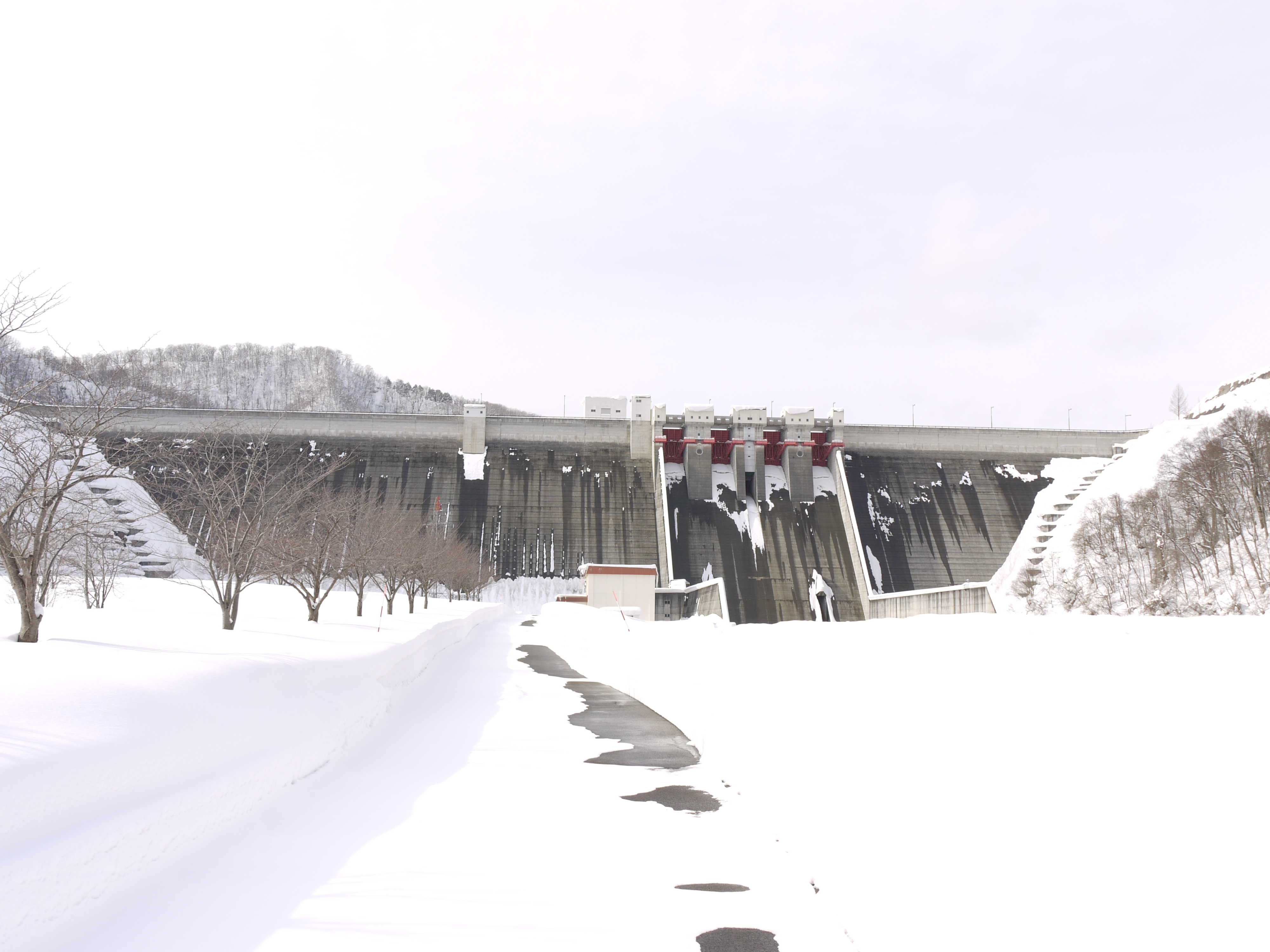
冬の様子（2010年2月）
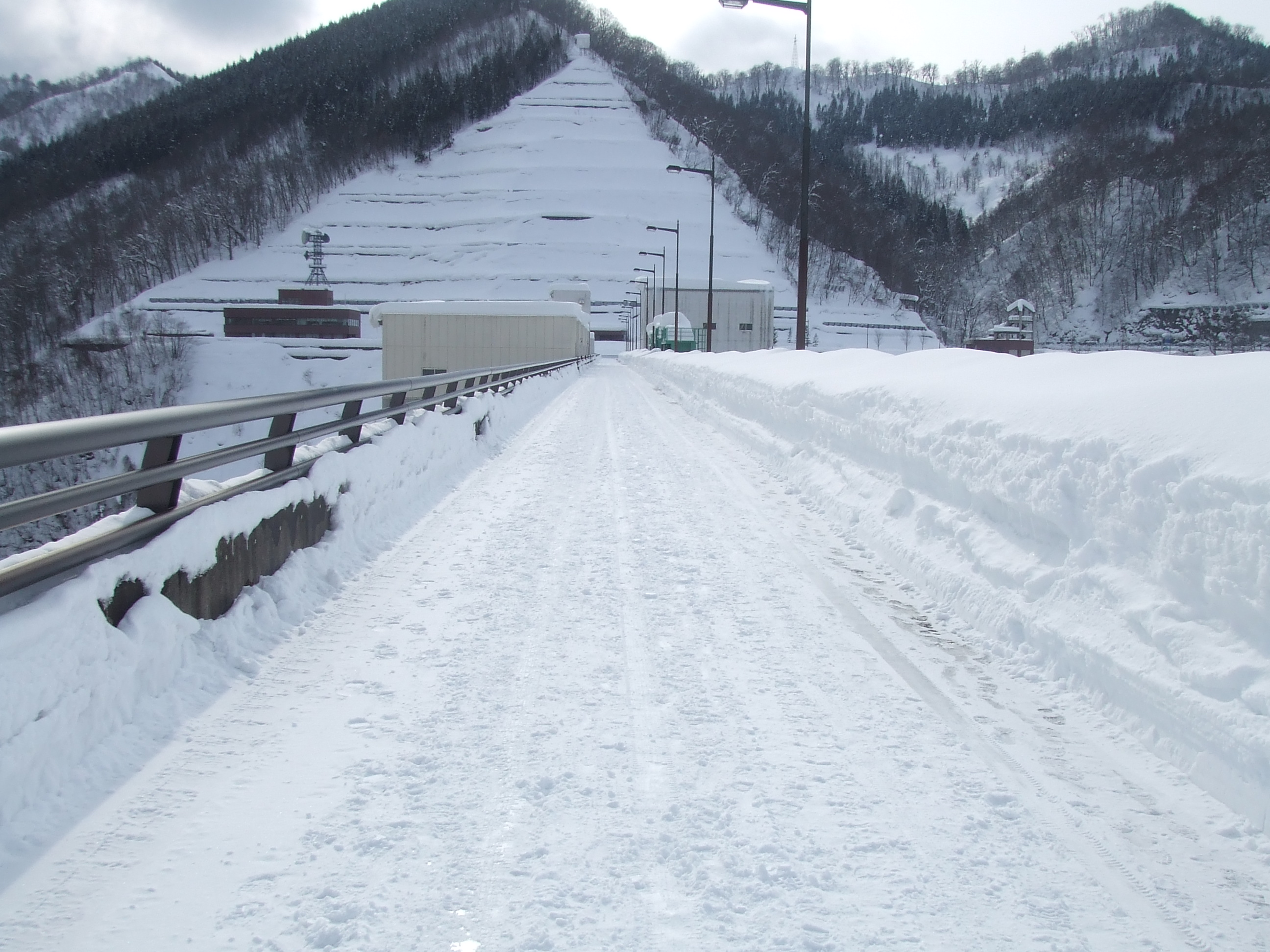
天端は道になっていて歩くことができる（2010年2月）
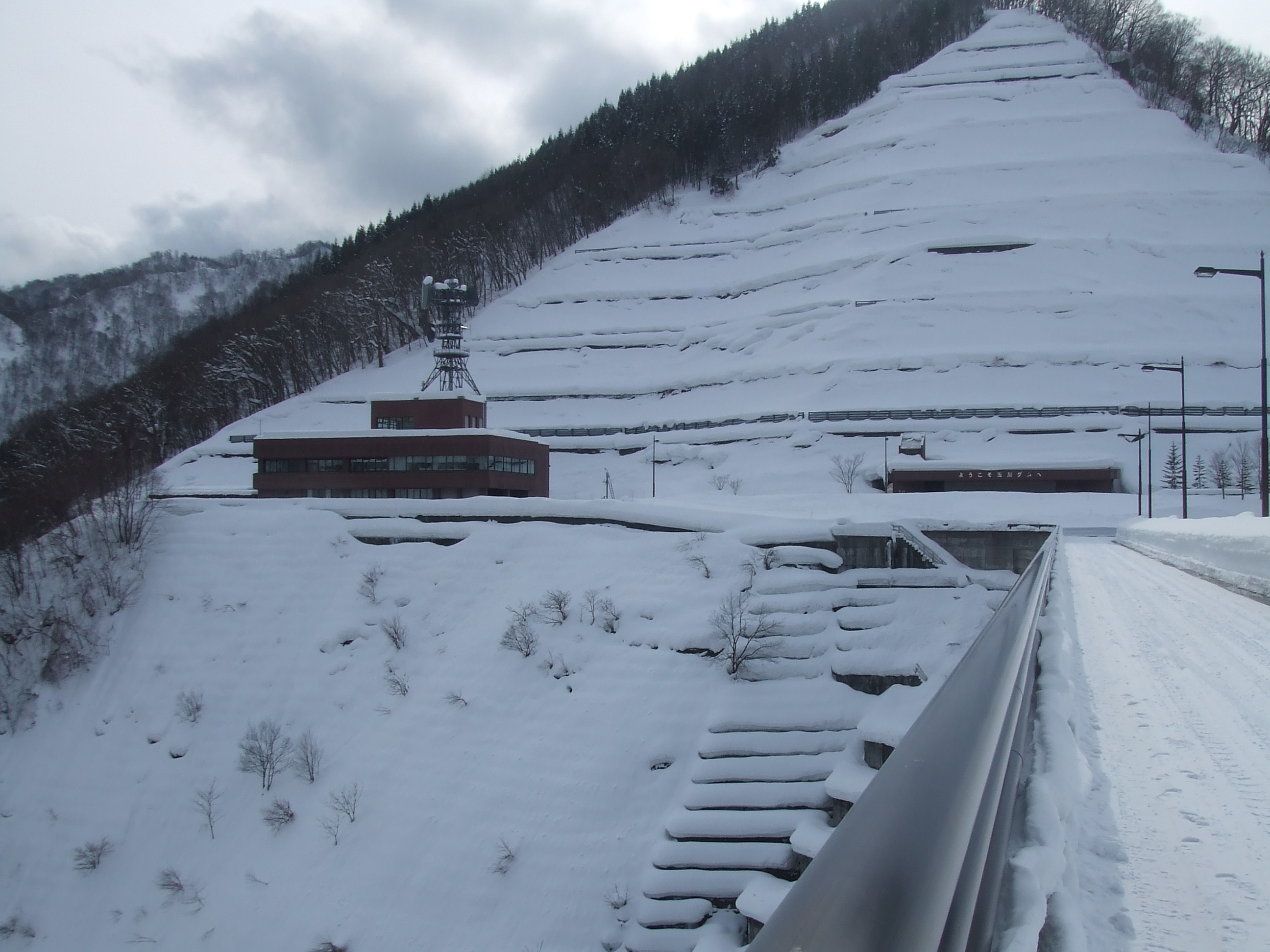
事務所（2010年2月）
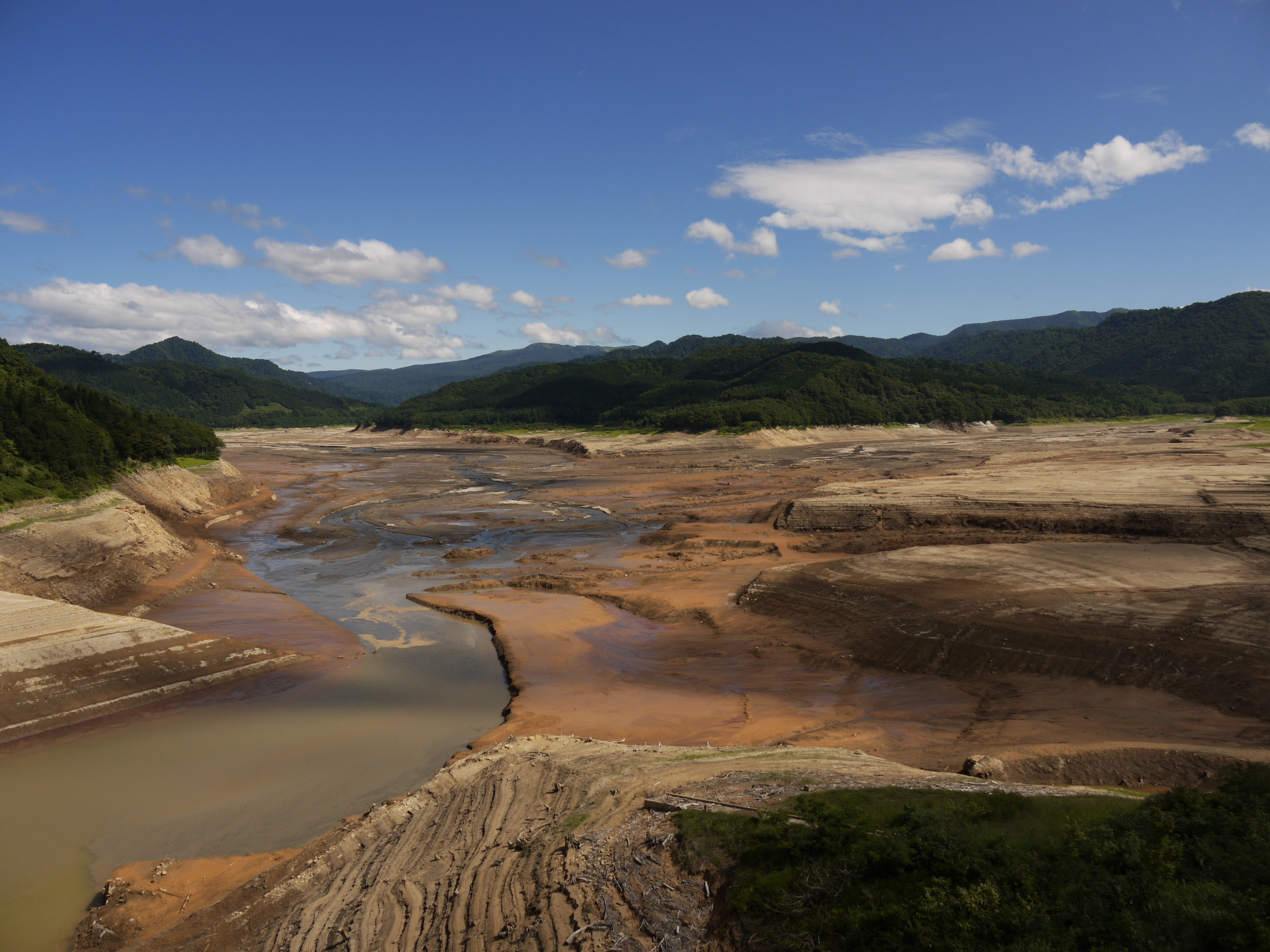
渇水期の宝仙湖の様子 湖底が一部見えている（2012年9年）
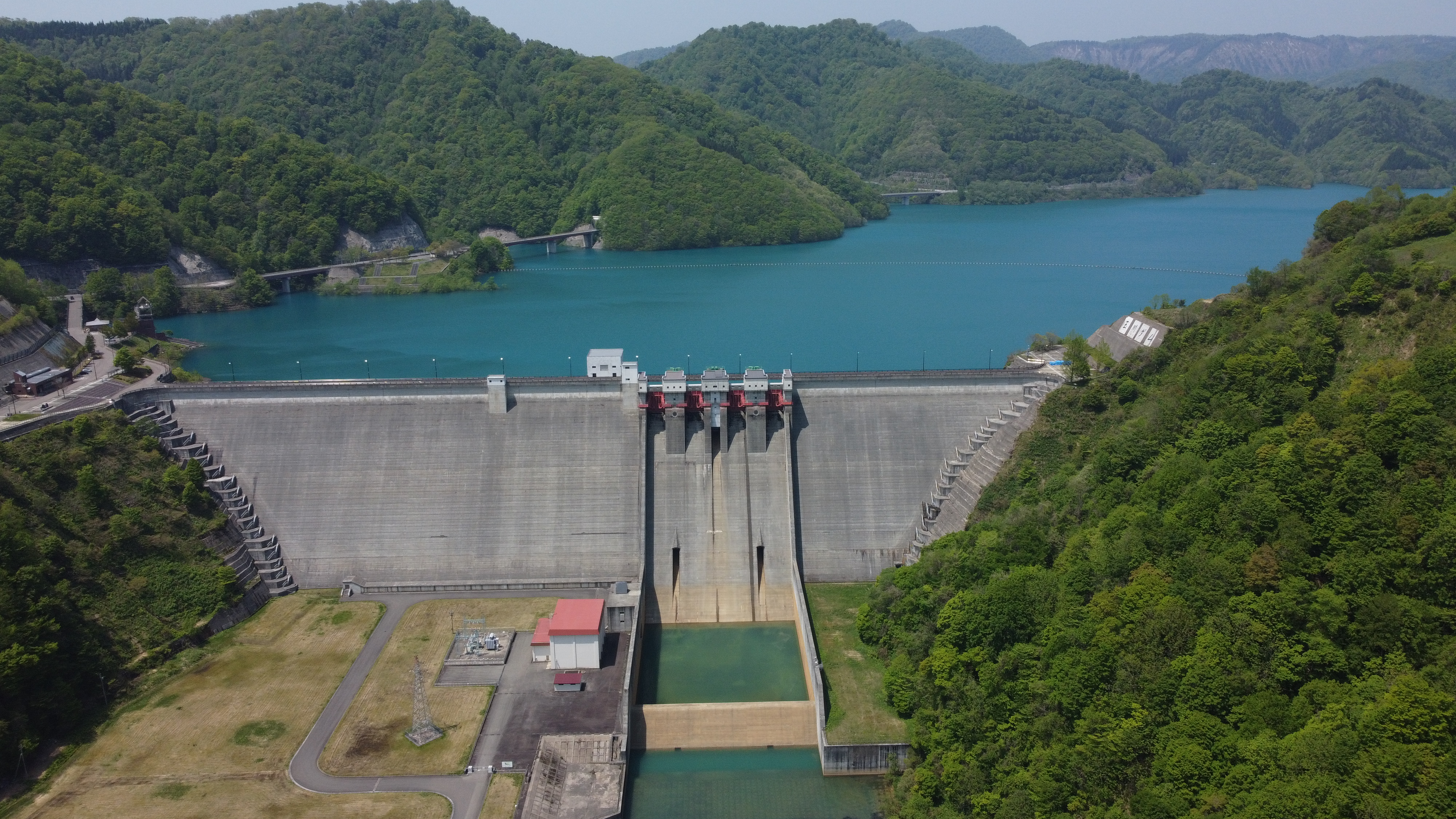
玉川ダム空撮(2023年5月)
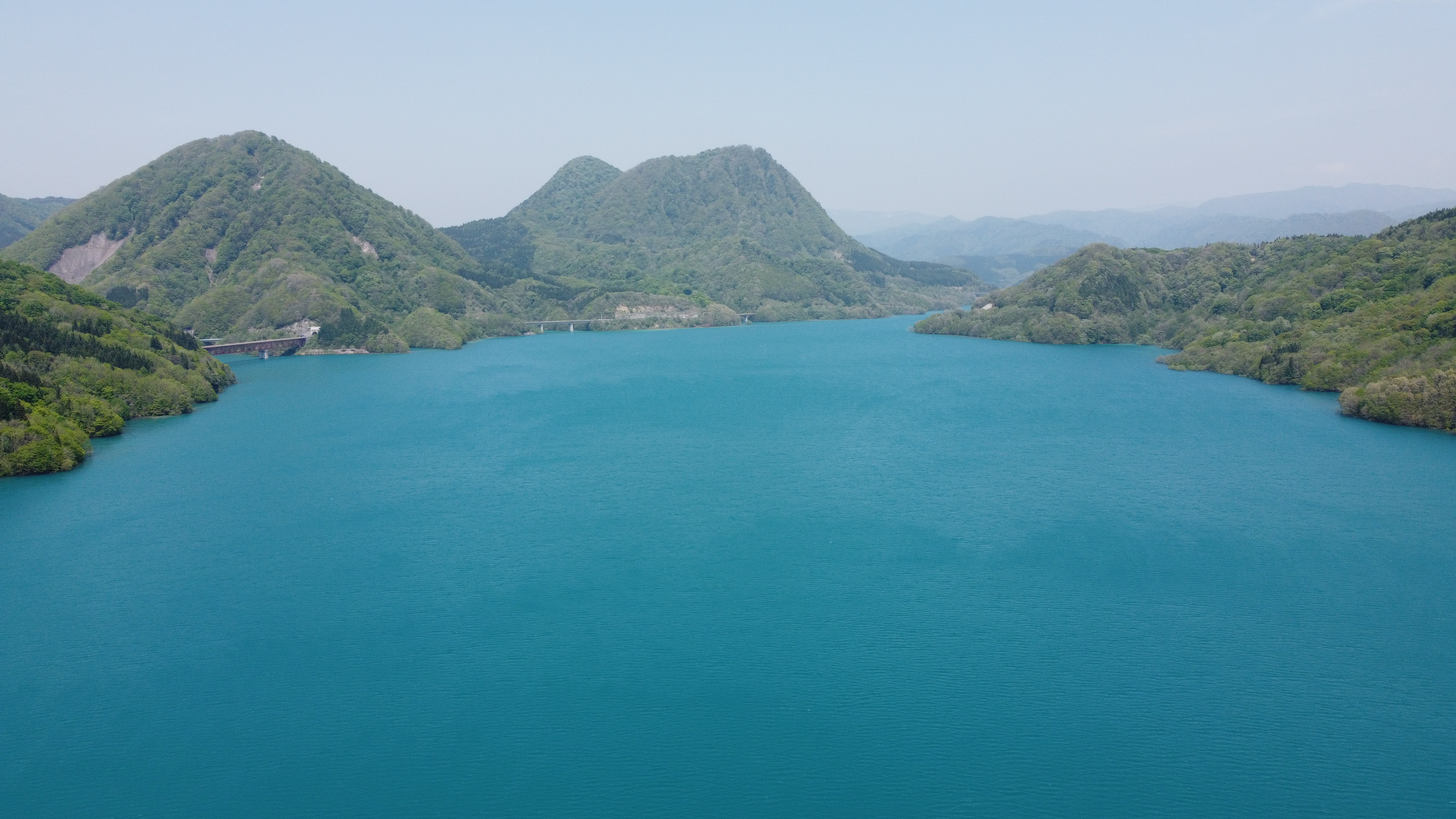
ダム湖上空から男神、女神(2023年5月)